# Città militare della Cecchignola
Die Città militare della Cecchignola, deutsch „Militärstadt Cecchignola“, ist eine große Kasernenanlage des italienischen Heeres im Süden von Rom. Benannt ist sie nach dem Stadtteil Cecchignola, auf dessen Gebiet sie ursprünglich entstand. Heute gehört sie zum Stadtteil Giuliano-Dalmata.
Auf der Anlage befinden sich etliche Dienststellen, Verbände und Schulen des Heeres. Von internationaler Bedeutung ist sie als Standort des NATO Defense College.

## Geschichte
1936 beschloss die faschistische Regierung unter Benito Mussolini, im Jahr 1942 in Rom eine Weltausstellung auszurichten (Esposizione Universale di Roma). Für die im Süden der Stadt (im heutigen Stadtteil Europa oder EUR) geplanten monumentalen Bauten wurde es notwendig,  Unterkünfte für Bauarbeiter zu errichten. An der heutigen Via Oscar Sinigaglia, in etwa auf halbem Weg zwischen dem EUR und der heutigen Città militare, entstand ab 1938 das kasernenartige Villaggio Operaio für etwa 1.500 Arbeiter, das im weiteren Verlauf als Besucherunterkunft dienen sollte. Gleichzeitig begann man südöstlich davon mit dem Bau der ersten Kasernen. Das gesamte Gebiet ist heute relativ klar anhand der Straßennamen abzugrenzen, die meist militärische Bezüge haben.
Im Verlauf des Zweiten Weltkriegs kamen sowohl im Villaggio Operaio als auch in der Città Militare erst italienische, dann deutsche und schließlich alliierte Truppen unter. Nach dem Krieg diente das „Arbeiterdorf“ italienischen Vertriebenen und Flüchtlingen aus Julisch Venetien und Dalmatien als Notunterkunft, bis später für sie neue Siedlungen gebaut wurden, aus denen der heutige Stadtteil Giuliano-Dalmata hervorging. Der Bereich um die Arbeitersiedlung wurde vom italienischen Militär aufgegeben, das dafür die Militärstadt schrittweise ausbaute und dort im Lauf der Zeit immer mehr Kommandos, Dienststellen, Schulen und Verbände sowie ein Militärmuseum einrichtete. Heute ist die Militärstadt Cecchignola eine der größten Kasernenanlagen Italiens. Dort befinden sich unter anderem:
- die Pionierschule des Heeres
- die Fernmelde- und Informatikschule des Heeres
- die Logistikschule des Heeres
- die Sanitätsschule des Heeres
- das 6. Pionierregiment
- das 44. Führungsunterstützungsregiment
- das 8. Transportregiment
- ein Standort-Unterstützungsregiment
- ein Verwaltungs- und Versorgungszentrum des Heeres
- ein Sportzentrum
- eine C⁴ISR-Einheit des Generalstabs der Streitkräfte
- das Fortbildungszentrum Logistik der Führungsakademie der Streitkräfte
- Organisationseinheiten des Verteidigungsministeriums (Palazzo Messe)

Das NATO Defense College kam nach dem Austritt Frankreichs aus den militärischen Strukturen der NATO im Jahr 1966 von Paris nach Rom. Seit 1999 befindet es sich in einem Neubau in der Militärstadt Cecchignola.